# Antoniwka (hromada Nowomarjiwka)
Antoniwka (ukr. Антонівка) – wieś na Ukrainie, w obwodzie mikołajowskim, w rejonie wozniesieńskim, w hromadzie Nowomarjiwka. W 2001 liczyła 229 mieszkańców, spośród których 205 wskazało jako ojczysty język ukraiński, 12 rosyjski, 12 mołdawski, 4 bułgarski, 2 białoruski, 14 ormiański, 2 gagauski, a 9 inny.